# مرزوق المرزوق
مرزوق المرزوق ، (1945 - 18 أغسطس 2000) ، ملحن، ومؤلف موسيقي،كويتي.

## عن حياته
إسمه الاصلي مرزوق أحمد الدوسري، وأشتهر باسم مرزوق المرزوق ، وهو من مواليد الكويت عام 1946 حاصل على بكالوريوس من المعهد العالي للفنون الموسيقية في القاهرة عام 1977 ، وعمل موجها للتربية الموسيقية بوزارة التربية الكويتية ، وكان عضوآ في جمعية الفنانين الكويتيين وجمعية المعلمين الكويتية وأول لحن قدمه لإذاعة الكويت بعنوان 'في غرامك' من كلمات سعد الثويني وغناء عباس البدري ، كم شارك في تأسيس فرقة التلفزيون للفنون الشعبية في عام 1978 وقدم لها 32 لحنا من ابرزها أغنية مصيرنا واحد ، وأغنية أنا الخليجي التي أصبحت أغنية وطنية بارزة لجميع دول مجلس التعاون الخليجية وقام بنظمها الشاعر الغنائي عبد اللطيف البناي.

## أعماله الفنية
غنى له من ألحانه العديد من الأصوات الغنائية من الكويت والخليج ومنهم : شادي الخليج ، نبيل شعيل ، عبد الكريم عبد القادر ، عبد الله الرويشد ، مصطفى أحمد ، غريد الشاطئ ، فيصل السعد ، محمد المسباح ، عبد المحسن المهنا ، عباس البدري ، حسين جاسم ، وسليمان الملا ، ومن الساحة الخليجية والعربية عبد الله بالخير ، علية التونسية ، علي الجميري ، كما لحن العديد من الأعمال الغنائية الدرامية منها مقدمة مسلسل درس خصوصي من بطولة سعاد عبد الله وعبدالحسين عبدالرضا من كلمات الشاعر الراحل الشهيد فائق عبد الجليل وإخراج حمدي فريد عام 1979 ، ومن أبرز ألحانه (شمعة الجلاس) ، (تمون أنت تمون) ، (من غير مواعيد) ، (يا بنيات المدينة) ، (يا الله المعتلي) ، (من غير داعي) ، (قف بالطواف) ، (من يشبهك) ، (أحاول).